# Quercus kotschyana
Quercus kotschyana är en bokväxtart som beskrevs av Otto Karl Anton Schwarz. Quercus kotschyana ingår i släktet ekar, och familjen bokväxter.
Artens utbredningsområde är Libanon. Inga underarter finns listade.